# Лечење страха од рецидива рака
Лечење страха од рецидива рака   (такође и страх од прогресије рака ) представља посебан ентитет у лечењу болесника са раком, и један је од најчешће цитираних брига особа које су преживеле рак.  Иако се ова врста страха схвата као адаптивна реакција организма, а не као нереални или неуротични страх, висок ниво страха од понављања рака може довести до значајног емоционалног стреса. Иако класични инструменти за процену анксиозних поремећаја нису ефикасни у страху од понављања рака, данас су за ту намену развијени и потврђени специфични упитници.

## Страх од ревидива рака
Страх од ревидива рака - дефинише се као „страх, анксиозност или забринутост да се рак може вратити (рецидивирати) или да ће можда напредовати.   
Такво емоционално стање често доводи до ситуације у којој, упркос одсуству било каквих симптома или канцерогених промена у телу, болест постоји у машти и мислима особе захваћене карцинофобијом и постаје стварна за њега.
Страх од ревидива рака може бити узрокована не само страхом за сопствено здравље, већ и за здравље и живот сродника  

## Опште информације
Многи људи који заврше лечење рака у почетку су веома свесни нових симптома. Често доживљавају бол,  или бол и оток у  свом телу као знак да се рак вратио. Ово може потрајати неколико месеци. Није необично веровати да је све знак да се рак вратио. Иако је ово сасвим нормално понашање и често нестаје с временом, пацијентима се саветује да одмах посете свог лекара опште праксе или лекара онколога за савет ако је веома забринути због нових симптома.
Болесници лечени од рака такође морају имати на уму да њихово тело може изгледати, осећати се и понашати се сасвим другачије него пре третмана. Важно је знати да су и  немир  и страх од поновног појављивања рака нормална осећања након третмана, чии интентитет углавном опада.

## Епидемиологија
Чини се да преваленција страха од рецидива варира и може бити и до 70% код пацијентима који пријављују недостатак подршке у овој области. Психијатријски коморбидитети су чести код пацијената са раком, посебно депресивне епизоде, анксиозни поремећаји и поремећаји прилагођавања. Преваленција тачака  за депресију и дистимију, је 10,2% за поремећаје анксиозности и 12,5% за поремећаје прилагођавања. Психијатријски коморбидитети доводе до значајног смањења квалитета живота пацијената са раком и такође су повезани са лошијом прогнозом.

## Знаци и симптоми
Људи са значајним страхом од поновног појављивања рака могу имати:
- проблема са спавањем и јелом,
- тешкоће се концентриратијом
- повећани физички проблеме,
- узнемиреност и ризик од посттрауматског стресног поремећаја.
- проблеме са доношењем одлуке да се  повуку се из учешћа у активностима које су им некада пружале радост и испуњење.

## Компликације
Карцинофобија значајно отежава људско функционисање. Стално фокусирање на могућност рецидива  болести доводи до погоршања ефикасности и у професионалној и приватној сфери. Често пацијент губи контакт са пријатељима јер не излази из куће, занемарује себе и своју породицу, изолући се у страху и тузи. 
Такође јача уверење да су нечији аргументи тачни, што може довести до јаких емоционалних поремећаја, укључујући депресију. Страх понекад може доминирати у свим областима живота и у екстремним случајевима онемогућити рад или значајно пореметити породичне односе.

## Терапија
Развијено је неколико терапијских концепата за решавање анксиозности прогресије. Показало се да групна терапија заснована на принципима когнитивног понашања смањује страх од прогресије у рехабилитационом болничком окружењу и такође је показала – уз неке модификације – неке обећавајуће ефекте у пилот фази за амбулантно окружење. 
Кључни елементи су самопосматрање, технике засноване на изложености, технике уздржавања и примена промена понашања.
Лечење депресивних епизода код пацијената са карциномом не разликује се значајно од лечења пацијената без рака и неке од метода наведене су у неколико смерница.
Међутим, због преклапања симптома рака и депресије, потребна је посебна пажња у дијагностичком процесу. Нежељени ефекти и интеракције антидепресива такође треба узети у обзир (нпр  интеракције између неких антидепресива и тамоксифена). 
Постоје бројни докази да психотерапеутске интервенције побољшавају симптоме депресије код пацијената са раком у различитим стадијумима болести.   Класични терапијски приступи као што је когнитивна бихејвиорална терапија су истражени, а недавно су развијени и специјални програми лечења. У психотерапијском третману, потребно је узети у обзир специфично окружење лечења, стадијум болести, симптоме физичког стреса и егзистенцијалну претњу. Слични принципи, иако мање детаљно истражени, важе за анксиозне поремећаје, где психотерапеутски и психофармаколошки третман отприлике следи смернице за лечење пацијената без рака.
Други програм, који се заснива на Левентхаловом моделу саморегулације болести, користи психоедукацију, когнитивно реструктурирање и модификацију понашања у индивидуалном терапијском окружењу и недавно је показао значајна побољшања  код преживелих од рака дојке, простате и колоректалног карцинома.
Друге пилот студије које су показале обећавајуће резултате су у току.Saalschütz, L. (1890). „A summation formula”. (Schlömilch's) Zeitschrift für Mathematik und Physik. 35: 186—188. JFM 22.0262.03.

## Улога породице
Породице оболелих од рака подржавају своје оболеле чланове практично и емоционално, што их чини значајним фактором за званичну здравствену заштиту. Претходна истраживања о преживелима од рака дојке сугеришу да мајке имају тенденцију да пријављују већи страх од поновног јављања рака (СПЈР) од оних које нису мајке и да се СПЈР разликује по етничкој припадности, што су установила истраживања која су често третира мајчинство и расу као одвојене ентитете помоћу којих је испитиван ниво  СПЈР. 